# Sinibaldo de Mas
Sinibaldo de Mas y Sanz (Barcelone, 9 novembre 1809 - Madrid 1868) est une personnalité espagnole aux multiples activités.

## Biographie
Sinibaldo de Mas fut sinologue, peintre, calligraphe, écrivain, pionnier de la photographie, ambassadeur et aventurier.
Dès 1821, Mas présenta un essai pratique sur la calligraphie. Il étudia plusieurs langues, en possédant une vingtaine. Il traduisit l'Énéide en hexamètres castillans.
Il peignit quelques portraits, par exemple celui de l'écrivain Manuel de Cabanyes.
Comme écrivain, il produisit nombre d'essais, de pièces de théâtre (drames et comédies).
Sinibalod de Mas fut un aventurier ; il voyagea en Inde, à Calcutta, en passant par le Liban, la Palestine, l'Égypte, la Perse.
Il fut le premier ambassadeur espagnol en Chine.
Il fut un important membre du courant politique ibériste qui visait au rapprochement entre l'Espagne et le Portugal.
Comme photographe enfin, on lui doit parmi les premiers daguerréotypes du Bengale et c'est lui qui introduisit la photographie aux Philippines.

## Ouvrages
- Veinticuatro poemas líricos, 1831.
- Aristodemo, 1831, drame.
- Nicea, drame.
- Sistema musical de la lengua castellana, 1832.
- Obras literarias de Sinibaldo de Mas y Sans, 1844.
- Informe sobre el estado de las islas Filipinas, 1842-1843
- L'Ideographie. Mémoire sur la possibilité et la facilité de former une écriture générale au moyen de laquelle tous les peuples de la terre puissent s'entendre mutuellement, Macao, 1844.
- Pot-pourri literario, 1845.
- La Iberia. Memoria sobre la conveniencia de la unión pacífica y legal de Portugal y España, 1851.
- L'Angleterre, la Chine et l'Inde, 1857.
- La Chine et les puissances chrétiennes, 1861.
- Cartilla, 1858.
- Arte de escribir en letra española, avec Jerónimo Canals, 1860.
- Arte de escribir letra inglesa, avec W. Norriat, 1860.

## Source
- (es) Cet article est partiellement ou en totalité issu de l’article de Wikipédia en espagnol intitulé « Sinibaldo de Mas » (voir la liste des auteurs).